# Ahmed Ribić
Hadži háfiz Ahmed-efendija Ribić (1845 Jezero, okres Jajce, osmanská říše – 9. listopadu 1907 Sarajevo, Bosna a Hercegovina) byl bosenskohercegovský islámský duchovní a pedagog bosňáckého původu.

## Životopis
V rodném městě navštěvoval mekteb, islámskou základní školu, nato se sedm let vzdělával v travnické medrese. Poté odešel na studia do Istanbulu, kde absolvoval medresu a Daru-l-muallimin, islámskou učitelskou přípravku. Po návratu do Bosny se roku 1877 stal učitelem v ruždii, základní islámské škole s některými světskými předměty, v Trebinje. Nato se roku 1880 stal učitelem orientálních jazyků v gymnáziu v Sarajevu, načež byl roku 1883 jmenován muftím v Bihaći. O dva roky později byl dosazen za ředitele ruždie (druhé národní chlapecké základní školy) v Sarajevu a současně prvního ředitele Daru-l-mualliminu (1891–1894) a inspektorem islámských základních škol, mektebů. Z jeho iniciativy vzešel podnět reformovat mekteby, načež se od roku 1892 začaly po celé zemi otevírat islámské základní školy s modernizovaným školním programem. Roku 1894 se stal profesorem v Šarí‘atské soudní škole (1. října 1894–9. listopadu 1907). V tomto zařízení působil až do svého skonu.